# República de Lanfang
La República de Lanfang (nombre moderno en chino tradicional: 蘭芳共和國, Hanyu Pinyin: Lánfāng Gònghéguó) fue un estado Hakka en Borneo Occidental en Indonesia que fue establecido por Low Lan Pak (Luo Fangbo) (羅芳伯) en 1777, hasta que fue terminado por ocupación neerlandesa en 1884.
Los sultanes de Borneo Occidental importaron peones chinos durante el siglo XVIII para trabajar en minas de oro y estaño. Varias comunidades mineras (kongsi) gozaron de una cierta autonomía política, pero Lanfang es la más conocida, gracias a una historia escrita por Yap Siong-yoen, el yerno del último kapitan del kongsi Lanfang, que fue traducido al holandés en 1885. Ningún otro asentamiento minero chino en Kalimantan Occidental dejó informes escritos.